# Isabel Richer
Ne doit pas être confondu avec Isabelle Richer.
Pour les articles homonymes, voir Richer.
Isabel Richer (14 juin 1966) est une actrice québécoise. Elle est la fille du scénariste et auteur Gilles Richer. Elle a un fils, Henri Picard qu'elle a eu avec Luc Picard.

## Biographie
Isabel Richer sort de l'École nationale de théâtre en 1993 et mène depuis une carrière assez abondante.  Si on a pu la voir occasionnellement au théâtre, c'est essentiellement au cinéma et surtout à la télévision qu'elle a pu s'illustrer.
Après avoir tenu de petits rôles dans Les Grands procès et Le Sorcier, elle incarne un personnage relativement important, celui d'une policière, dans la télé-série sociale Jasmine que réalise Jean-Claude Lord.  Jean-Claude Lord est également le réalisateur de Lobby, série sur l'univers des lobbyistes et première série dans laquelle Isabel Richer tient le rôle principal.  Lequel lui permet d'obtenir une première nomination au Gémeau de la meilleure actrice. 
Par la suite, elle incarne Pauline, le personnage central de la saga historique L'Ombre de l'épervier, qui se déploie sur deux saisons (1997-1999), et pour lequel elle remporte un Gémeau. Elle interprète aussi Barbara Beauregard, une psychologue doublée d'une tueuse, dans le drame fantastique L'Héritière de Grande Ourse, Julie Frappier, cadre dans une banque, dans le thriller financier de Sophie Lorain Un homme mort et Martine dans Vice caché II. Elle tient également un rôle d'importance secondaire dans Le 7e Round, télé-série sur l'univers de la boxe, ainsi que dans les deuxième et troisième saisons de la série Les Invincibles.
De 2010 à 2014, elle tient le rôle principal, celui de la médecin-chef Julie Lemieux, dans le drame médical Trauma, produite et scénarisée par Fabienne Larouche. On la voit aussi incarner une avocate ambitieuse, mais sur le retour, dans la série judiciaire Ruptures, dont la première diffusion était en 2016.
Isabel Richer est aussi la vedette des trois saisons de la série policière La Faille.  Elle y joue le  personnage de Céline Trudeau, une flic particulièrement coriace confrontée à des crimes bizarres.
Au cinéma, elle débute sous l'identité de Roxanne dans le film choral Eldorado (1994) de Charles Binamé. Ensuite, elle apparait dans le polar néo-noir La Conciergerie (1996) et incarne Paula, l'une des deux femmes à barbe de La Comtesse de Bâton Rouge (1996) d'André Forcier. En 2000, elle joue Stéphane dans La Loi du cochon d'Érik Canuel, un thriller satirique devenu, jusqu'à un certain point, un film culte.  Elle tient aussi les premiers rôles dans L'Espérance (2002) de Stéphane Pleszynski et Dans l'œil du chat (2003) de Rudy Barichello. En 2007, elle joue dans le premier film de Patrick Huard, Les 3 P'tits Cochons.

## Filmographie

### Télévision
- 1993 : Embrasse-moi, c'est pour la vie (téléfilm) : coordonnatrice
- 1995 : Les grands procès : Marie-Anne Sclater
- 1996 : Jasmine : Mariette Zimmer
- 1997 : Lobby : Alex Roy
- 1998 : L'Ombre de l'épervier : Pauline Leblanc
- 1999 : Radio : Dominique
- 2000 : L'Ombre de l'épervier II : Pauline Leblanc
- 2005 : L'Héritière de Grande Ourse : Barbara Bauregard
- 2005 : Les Invincibles : Jeanne
- 2005 : Le 7e Round : Ève Dubreuil
- 2006 : Vice caché : Martine
- 2006 : Un homme mort : Julie Frappier
- 2007 : Les Sœurs Elliot : Gloria
- 2010 - 2014 : Trauma : Julie Lemieux, M.D.
- 2015 : O' (téléroman) : Marie-Ève Renaud
- 2016 - 2019 : Ruptures : Claude Boily
- 2019 : La Faille : Céline Trudeau
- 2024 : Dumas : Stéphanie Guérin

### Cinéma
- 1994 : Louis 19, le roi des ondes  : serveuse discothèque
- 1995 : Erreur sur la personne : voix escroqué no 1 (voix)
- 1995 : Eldorado : Roxan
- 1997 : La Conciergerie : Estelle Artaud
- 1998 : La Comtesse de Bâton Rouge : Maria Capra - Paula
- 2001 : La Loi du cochon : Stéphane Brousseau
- 2003 : Une éclaircie sur le fleuve : Agnes
- 2004 : Dans l'œil du chat : Gégé (Gertrude)
- 2004 : L'Espérance : Corrine
- 2004 : L'Incomparable Mademoiselle C. : Marlène Loiseau
- 2004 : Nouvelle-France : France Carignan à 30 ans
- 2005 : L'Audition : femme au bouquet de fleur
- 2006 : Sans elle : Anne-Marie
- 2007 : Les 3 P'tits Cochons : Geneviève
- 2008 : Babine : la sorcière
- 2010 : L'Enfant prodige : Colette Ostiguy
- 2012 : Décharge : Madeleine Dalpé
- 2012 : Ésimésac : la sorcière
- 2016 : Les 3 P'tits Cochons 2 : Geneviève
- 2018 : Mon ami Walid : docteur Nadeau
- 2023 : Les Hommes de ma mère d'Anik Jean : Simone

### Court métrage
- 2018 : La Porte : La femme

## Série Web
- 2017 : Féminin Féminin 2 : Ex de Céline

## Distinctions

### Récompenses
- 1997 : Gala des Gémeaux, Récipiendaire - meilleure interprétation féminine - rôle de Pauline Leblanc dans L'Ombre de l'épervier

### Nominations
- 2002 : Prix Jutra pour la meilleure actrice dans La Loi du cochon
- 2009 : Gala Artis, Nomination - meilleure interprétation féminine - dramatique, rôle de Gloria dans Les Soeurs Elliot
- 2009 : Gala des Gémeaux, Nomination - meilleur rôle féminin - dramatique, rôle de Gloria dans Les Soeurs Elliot
- 2011 : Gala Artis, Nomination - meilleure interprétation féminine - téléséries québécoises, rôle de Julie Lemieux dans Trauma
- 2012 : Gala Artis, Nomination - meilleure interprétation féminine - téléséries québécoises, rôle de Julie Lemieux dans Trauma
- 2014 : Gala Artis, Nomination - meilleure interprétation féminine - téléséries québécoises, rôle de Julie Lemieux dans Trauma
- 2016 : Gala des Gémeaux, Nomination - meilleur rôle de soutien féminin - série dramatique saisonnière, rôle de Claude Boily dans Ruptures
- 2018 : Gala des Gémeaux, Nomination - meilleur rôle de soutien féminin - série dramatique annuelle, rôle de Marie-Ève Renaud dans O'
- 2020 : Gala des Gémeaux, Nomination - meilleur premier rôle féminin - série dramatique annuelle, rôle de Céline Trudeau dans La Faille